# Супрасль (річка)
Супрасль (пол. Supraśl; біл. Супрасьля) - річка у східній Польщі у Підляському воєводстві, притока річки Нарви (біля Злоторії), довжиною 93,8 км і площею басейну 1844,4 км2
Супрасль є джерелом питної води для Білостока.

## Притоки
Слоя (п), Соколда (п), Камйонка (л), Плоська (л), Пілніца (л), Чарна (п), Бяла (л)

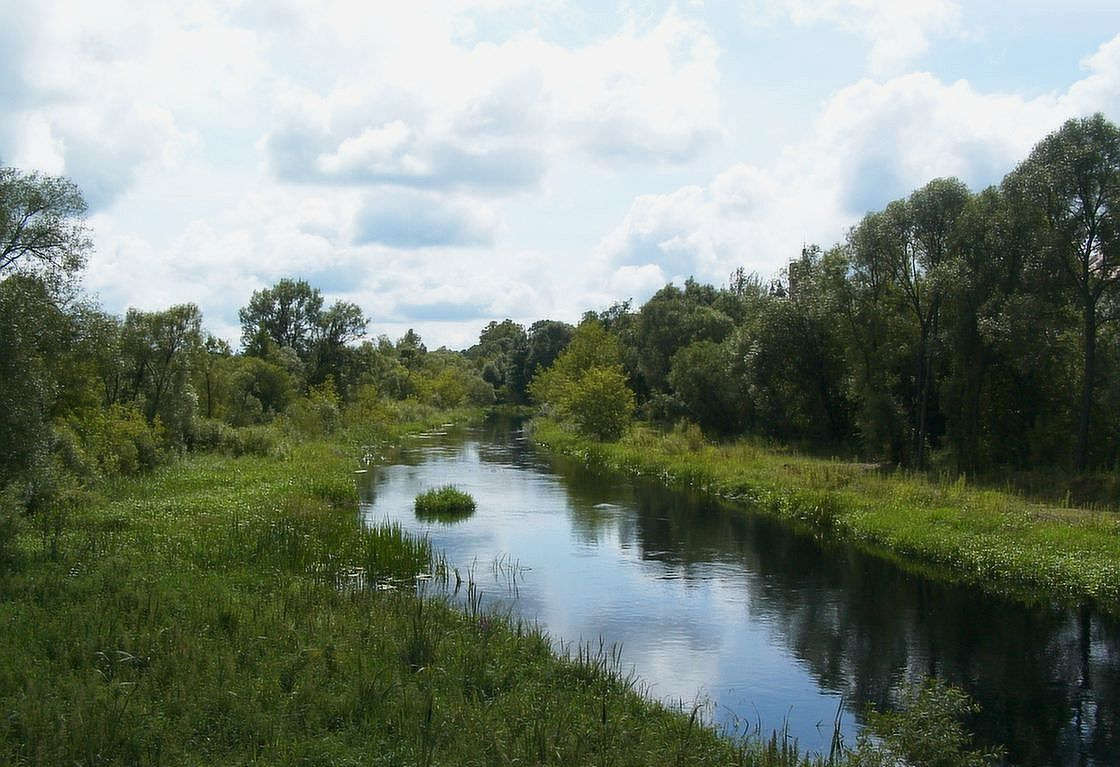
Річка Супрасль біля міста Супрасль

## Міста та містечка
- Міхалово
- Ґрудек
- Супрасль
- Васильків